# 호 왕조의 요새
호 왕조의 요새(베트남어: Thành nhà Hồ / 城家胡)는 베트남 하노이 남쪽으로 150 km 떨어진 타인호아성 빈록현에 위치한다. 떠이도성(Tây Đô)으로도 불리는 이 성채는 호 왕조(1400-1407)에 의해 지어진 베트남의 성채이다.
풍수지리설 원칙에 따라 세워진 14세기 호 왕조 성채는 14세기 말 베트남의 새로운 유교가 개화하고 동아시아의 다른 지역으로 퍼져 나갔다는 것을 증거한다. 이 원칙에 따라 떠도이성은 마강과 부오이강 사이의 평원에서 뜨엉선산과 돈선 산맥과 합류하는 축에서 멋진 경치를 가진 아름다운 풍경에 세워졌다.

## 개요
떠이도성은 직사각형 모양으로 면적은 1.56km2이다.
남북쪽 길이는 870.5m이고, 동서쪽 길이는 883.5m이다. 이 성에는 네 개의 문이 있다. 하나는 남쪽(앞문), 하나는 북쪽(뒷문), 하나는 동쪽(왼쪽문), 하나는 서쪽(오른쪽문)이다. 남문은 높이 9.5m, 폭 15.17m이다. 성은 석재 블록으로 구성되었으며, 각각의 크기는 평균 2 X 1 X 0.7m이다.
현재는 성문을 제외하고는 성 대부분 폐허가 되었다. 내부 성채와 남자오 제단은 1962년 베트남 문화부 결정에 의해 국가유산으로 지정되었으며, 2001년 6월 29일 문화유산에 관한 법률에 따라 보호되고 있다.
2011년 6월 27일에는 유네스코에 의해 세계 문화 유산으로 지정되었다.

## 갤러리

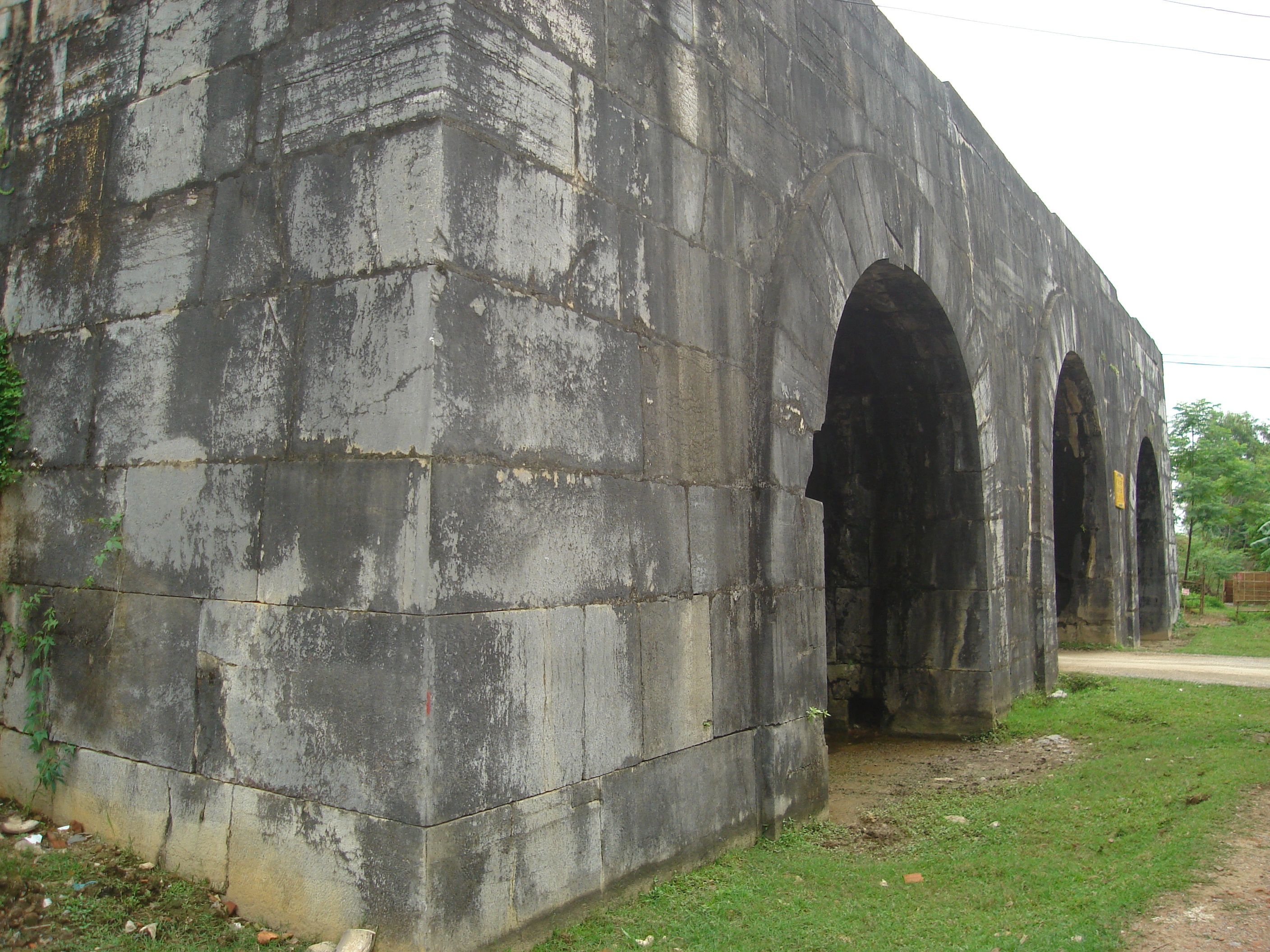
남문
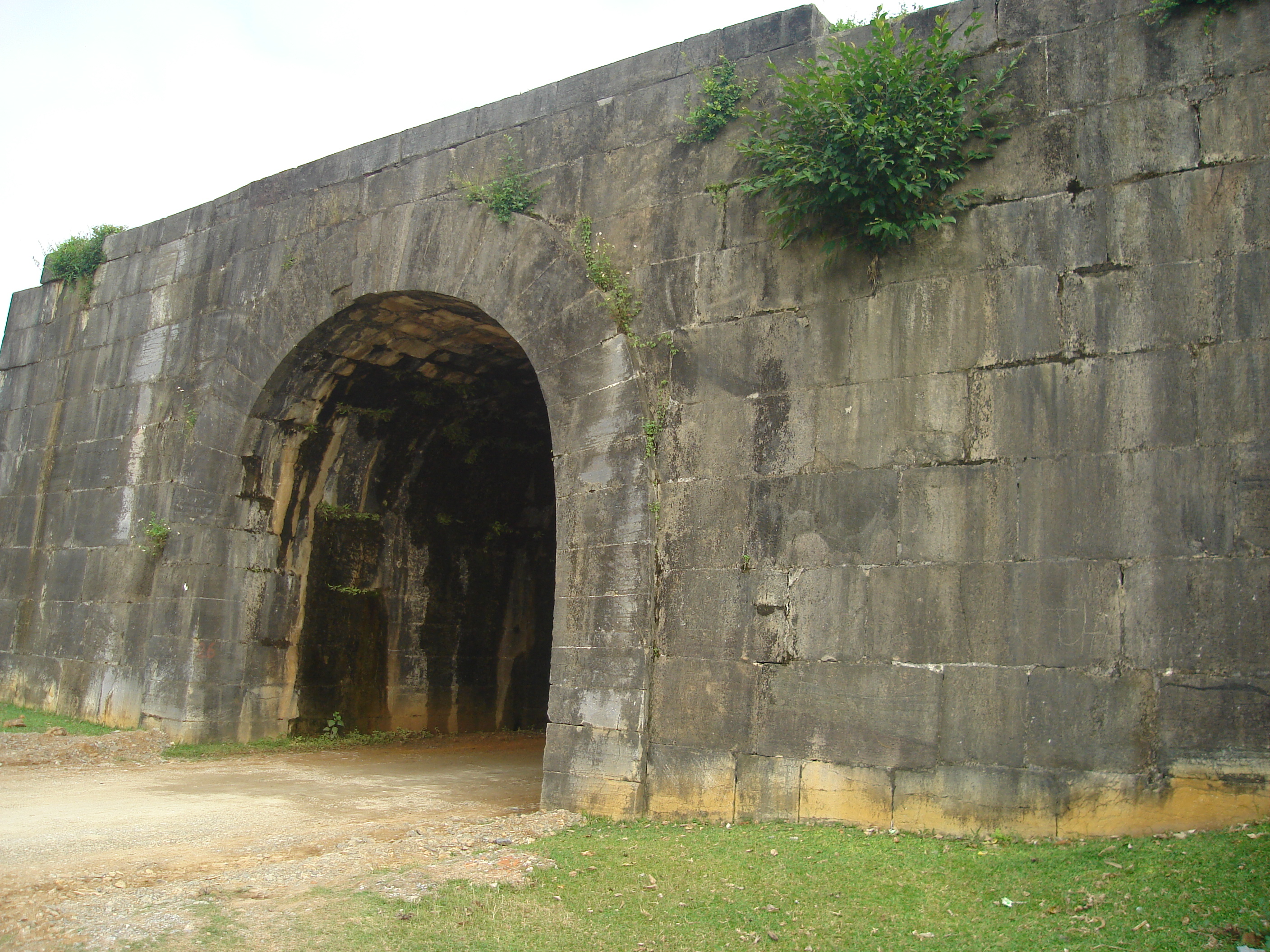
북문
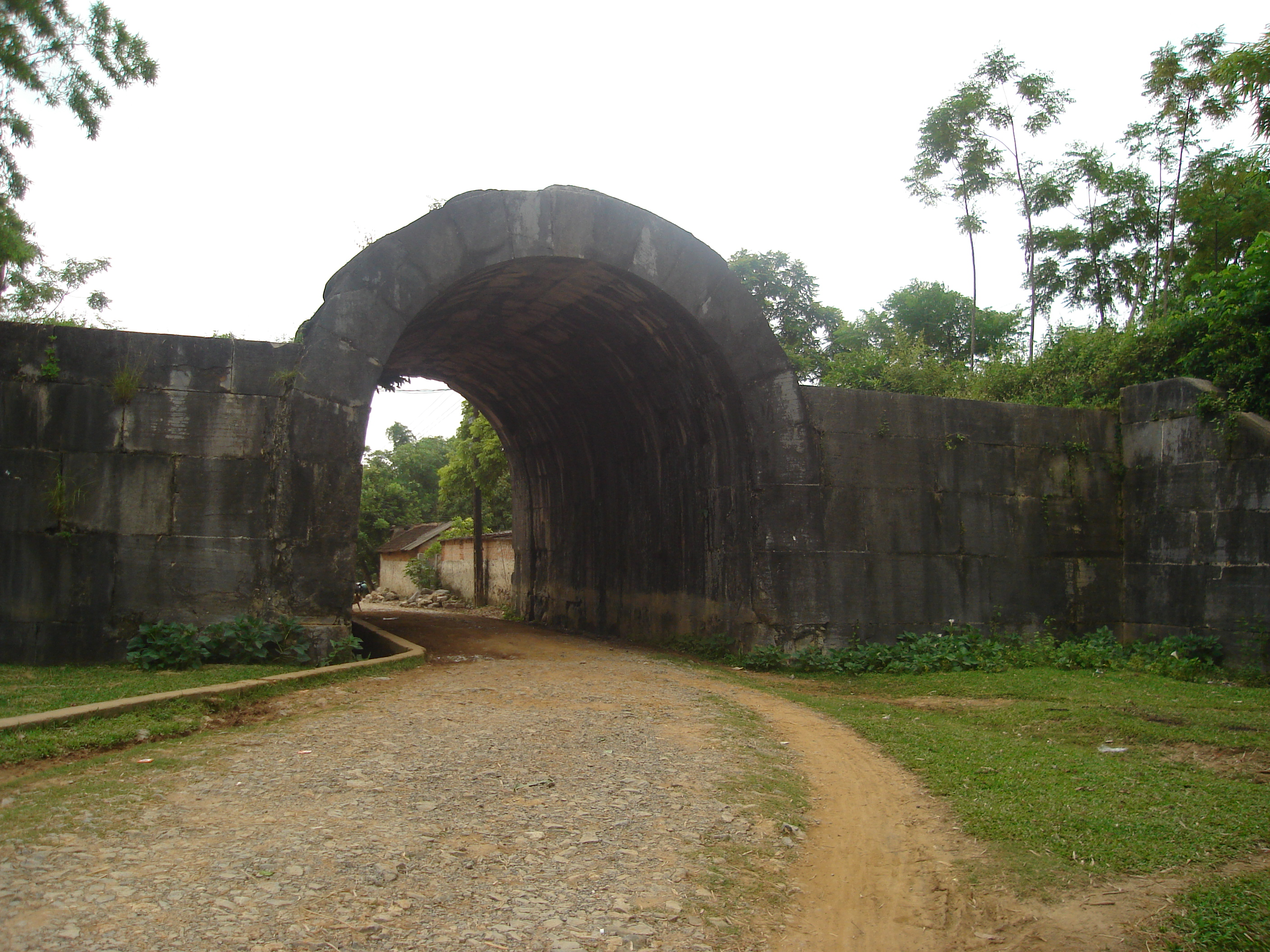
동문

## 같이 보기
- 아시아의 세계유산